# 탈진기
탈진기(脫進機, 영어: escapement 이스케이프먼트[*])는 톱니바퀴의 진행속도를 일정하게 만드는 기구다.